# Éditions Thélème
La société Thélème Productions Éditions est une maison d'édition de livres audio qui fut créée en 1990, indépendante à l'origine, elle est considérée comme une des pionnières dans l'édition audio.
Depuis le 7 juillet 2022, les Éditions Thélème ont été rachetées par le groupe américain RBmedia.

## Historique
Créées en 1990 par Adeline Defay, les éditions Thélème sont une des toutes premières maisons d'édition proposant des livres audio, avant que des maisons d'édition plus généralistes emboîtent le pas. Cette maison se fait notamment connaître en 2006 avec la parution de l'intégrale de À la recherche du temps perdu de Marcel Proust avec les voix d'André Dussollier, Lambert Wilson, Robin Renucci, Guillaume Gallienne, Denis Podalydès et Michael Lonsdale. Depuis octobre 2008, les éditions publient des enregistrements de lectures de l'édition Rouge et or parue chez Nathan.

## Positionnement
La ligne éditoriale vise les grands classiques de la littérature, et aussi des œuvres contemporaines. Les livres audio sont disponibles sous format CD, MP3 et en téléchargement.
Le catalogue se divise en plusieurs collections: littérature, poésie, philosophie, Policiers et SF et Jeunesse.

## Lecteurs
L'on peut notamment retrouver chez les éditions Thélème les acteurs suivants :
- André Dussollier[5]
- Sophie Chauveau
- Isabelle Carré
- Lorànt Deutsch
- Raphaël Enthoven
- Sara Forestier
- Guillaume Gallienne
- Pierre-François Garel
- Élodie Huber
- Pauline Huruguen[7],[3]
- Mathurin Voltz
- Denis Lavant
- Michael Lonsdale[3]
- Denis Podalydès[3]
- Michel Vuillermoz
- Lambert Wilson
- Cédric Zimmerlin
- Robin Renucci
- Michel Piccoli
- Louis Arène (Comédie Française)
- Élodie Huber
- Jacques Weber
- Adeline d'Hermy

## Prix littéraires
Les éditions Thélème ont reçu le Prix du livre audio Lire dans le noir 2012 pour La Mort du roi Tsongor de Laurent Gaudé, lu par Pierre-François Garel,.
Les éditions Thélème ont édité des Prix littéraires, Le Sermon sur la chute de Rome de Jérôme Ferrari Prix Goncourt 2012, Le Soleil des Scorta, prix Goncourt 2004 lus par Pierre-François Garel.

## Grands classiques
- À la recherche du temps perdu de Marcel Proust
- Les Misérables, l'intégrale, Notre-Dame de Paris de Victor Hugo
- Eugénie Grandet, La Femme de trente ans, Le Père Goriot, Illusions perdues, La Cousine Bette, Le Cousin Pons, Splendeurs et misères des courtisanes d'Honoré de Balzac
- Les Trois Mousquetaires d'Alexandre Dumas
- La Dame aux camélias d'Alexandre Dumas Fils
- Les Diaboliques de Barbey d'Aurevilly
- Mademoiselle Fifi de Guy de Maupassant
- Trois contes, L'Éducation sentimentale de Gustave Flaubert
- Le Rouge et le Noir, La Chartreuse de Parme de Stendhal
- Maître et Serviteur de Léon Tolstoï
- La Princesse de Clèves de Madame de La Fayette

## Ouvrages contemporains
- La Maison d'à côté de Lisa Gardner
- Les Amants du Spoutnik d'Haruki Murakami
- La Domination masculine de Pierre Bourdieu
- Vers la sobriété heureuse de Pierre Rabhi
- Colline, Un de Baumugnes, Regain de Jean Giono
- La Nuit des temps de René Barjavel